# Zone naturelle sensible
La notion de zones naturelles sensibles est utilisée pour désigner et cartographier des zones où l'environnement est fragile ou particulièrement vulnérable à certaines activités humaines.
Ce sont souvent des zones à enjeux important pour l'eau ou la biodiversité et donc pour le développement durable. 
Ces zones abritent souvent des espèces menacées ou protégées, ou sont nécessaires à la survie de ces espèces, mais elles ne sont pas nécessairement classées en réserve naturelle ou inscrites dans une aire protégée. 

## En France
Il existe une taxe dite TDENS destinée à protéger et gérer des Espaces naturels sensibles.

Ces zones sont souvent des noyaux ou élément importants de la trame verte et bleue
En France, ont considère - légalement - comme « zones naturelles sensibles »  :
- les cours d’eau, canaux, lacs et autres plans d’eau douce ou saumâtre tels qu'étangs, lagunes, estuaires ;
- les berges (ici définies comme « zone terrestre située à moins de 10 mètres du bord de l'eau ») des cours d’eau, lacs, canaux, plans d’eau, étangs, lagunes et estuaires correspondant à une zone d’eau douce ;
- les dunes, landes côtières, plages et lidos, estrans, abords de falaises côtières
- les espaces protégés suivants : les « cœurs » de parcs nationaux, réserves naturelles, réserves biologiques forestières domaniales, sites du Conservatoire de l’espace littoral et des rivages lacustres,
- les zones humides telles que définies à l’article L. 211-1 du Code de l’environnement ;
- les périmètres de protection immédiats, rapprochés et éloignés des zones de captage, destinées à l’alimentation en eau potable, en application de l’article L. 212-1 du Code de l’environnement.
- et, le cas échéant, les autres zones sensibles définies par la réglementation (agricole notamment[2]).